# Lenguaje no sexista

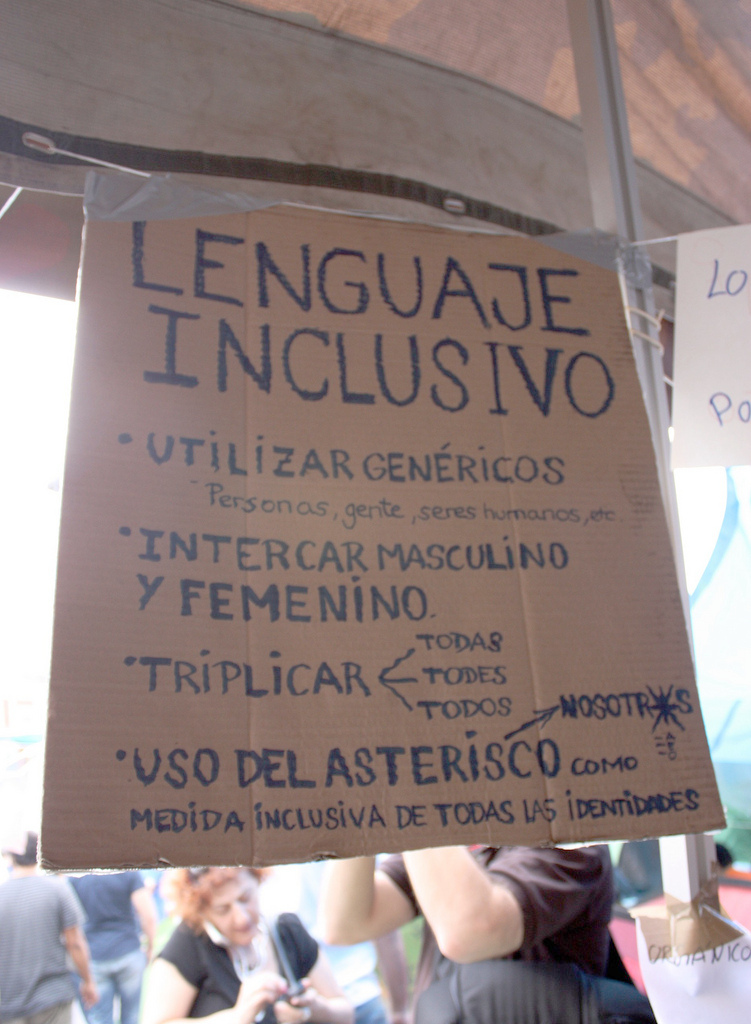
Un cartel que explica el lenguaje inclusivo en español, en una protesta feminista en Madrid, España.

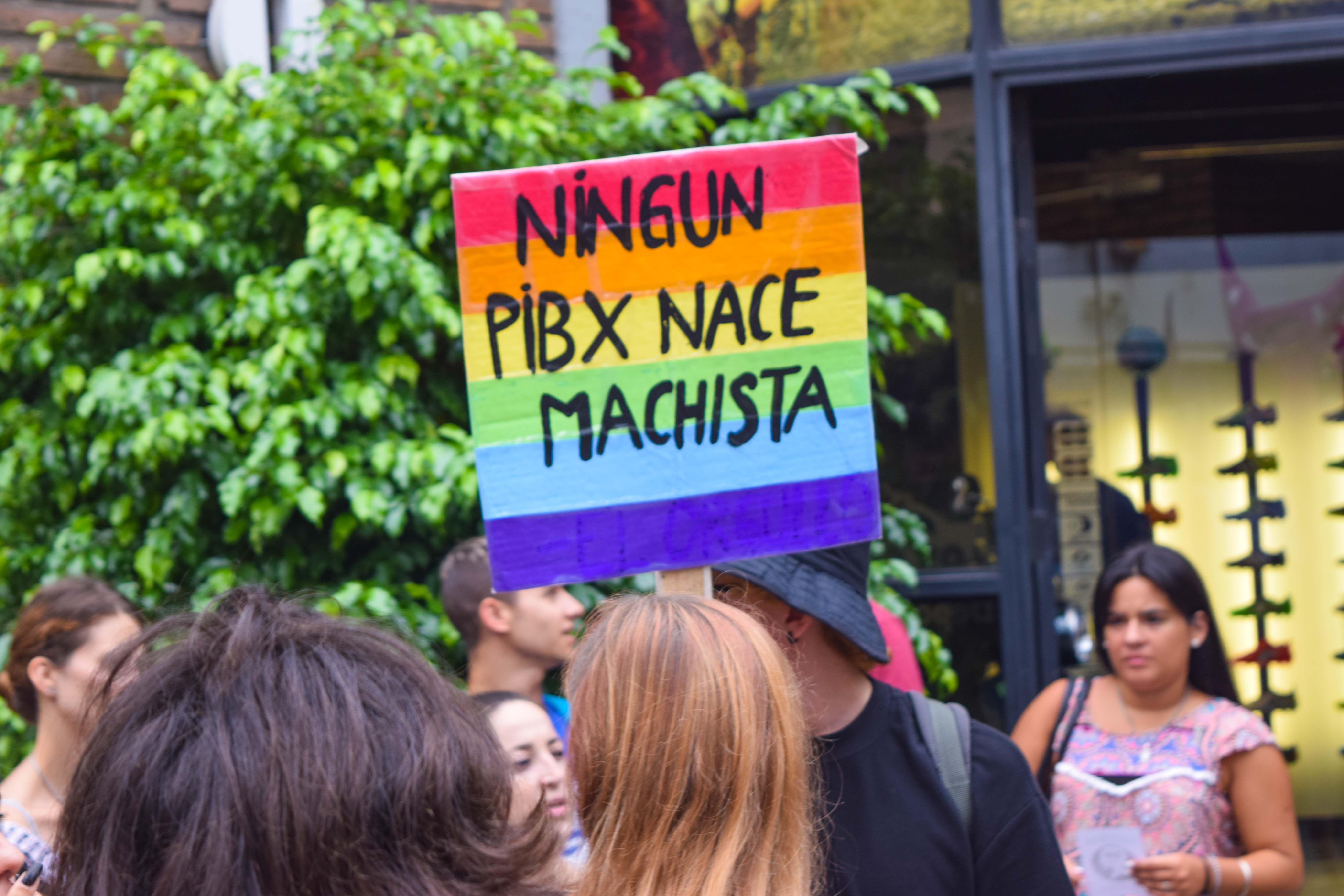
Pancarta con la frase Ningún pibx nace machista en una marcha feminista queer en donde se modifica la última vocal de 'pibe', por la «x», en consideración de que escribir dicha palabra, sería una forma de lenguaje sexista.

El lenguaje no sexista (también, lenguaje de género neutro o lenguaje inclusivo) es una reforma lingüística propuesta desde los feminismos aproximadamente desde la década de 1970 en diferentes idiomas del mundo. Se trata de diversas estrategias lingüísticas y discursivas que permiten a quien las utiliza expresar su posicionamiento en favor de los derechos de grupos históricamente marginados, como las mujeres y la comunidad LGTBI.

## Definición
Este uso del lenguaje es una tendencia social que se ha hecho presente en diferentes idiomas, entre ellos los seis idiomas oficiales de las Naciones Unidas, con el fin de utilizar expresiones lingüísticas que eviten los prejuicios y estereotipos sexistas, así como la invisibilización y exclusión en el lenguaje de las personas de determinado sexo, género u orientación sexual.
Abarca una variedad de estrategias, reglas y mecanismos lingüísticos, que no son uniformes, ni se encuentran siempre consolidadas por el uso social. Esto incluye la evitación del masculino genérico en el idioma español, la formación de frases de manera coigual y la aceptación de la versión femenina de sustantivos tradicionalmente masculinos (académica, presidenta, jefa, gerenta, abogada, jueza, etc.), así como el uso de estructuras neutras o no binarias, como la terminación de palabras con la vocal «e», o los símbolos «x» y «@», para expresar indeterminación genérica, y sustantivos que no son específicos de género para referirse a roles o profesiones. Por ejemplo, el uso del pronombre «elle»/«elles», o la creación de expresiones como «auxiliar de vuelo» para sustituir «azafato» y «azafata».
En inglés palabras específicas, que contienen en sí mismas marcadores de género, como actor (actor) y actress (actriz), han tendido a ser unificadas con sentido neutro, por el término originalmente masculino. Algo similar ha sucedido con las palabras que contienen la partícula man («hombre» en ese idioma), como policeman (policía), fireman (bombero), o chairman (presidente), que tienden a ser reemplazadas por expresiones neutras como police officer (oficial de policía) y firefighter (combatiente del fuego). Procesos similares se reiteran en otros idiomas.
El lenguaje inclusivo incluye también la recomendación de utilizar estrategias gramaticales neutras, aún sin alterar las reglas tradicionales del idioma, como recurrir a la palabra «persona» o «personas» para evitar el masculino genérico (por ejemplo «personas transgénero»), el uso de pares femenino y masculino («señoras y señores»), estructuras genéricas («gerencia» en lugar de «los gerentes»; «el cuerpo de fiscales», en lugar de «los fiscales»; el «desempleo juvenil» en lugar del «desempleo de los jóvenes»; «el alumnado» en lugar de «los alumnos»), el pronombre relativo «quien/es» («quienes cumplan los requisitos» en lugar de «los que cumplan los requisitos»).
Gran cantidad de países y organizaciones internacionales, públicas y privadas, han establecido manuales y recomendaciones para el uso en sus ámbitos de lenguaje inclusivo y no sexista, entre ellas las Naciones Unidas.
Las expresiones del lenguaje no sexista se emplean en diversas disciplinas que investigan los efectos del sexismo y del androcentrismo en el lenguaje. El estudio de la teoría del lenguaje sexista es paralelo al del lenguaje no sexista y cae dentro del ámbito de la filosofía, la sociología del lenguaje, la antropología lingüística, la sociolingüística y la etnografía de la comunicación.

## Historia
Varios movimientos feministas en el siglo XX, desde el feminismo liberal y el feminismo radical, también incluidos el feminismo posmoderno y la teoría queer, han considerado el lenguaje en su teorización. La mayoría de estas teorías han mantenido una postura crítica sobre el lenguaje que exige un cambio en la forma en que los hablantes usan su lenguaje. Al mismo tiempo, el vínculo entre el lenguaje y las ideologías tradicionales se estaba haciendo evidente en el campo académico de la lingüística.
En 1975, el Consejo Nacional de Maestros de Inglés (NCTE en inglés) publicó un conjunto de directrices sobre el uso de lenguaje "no sexista". En 1983, Nueva Gales del Sur, Australia requirió el uso de la expresión en plural "ellos" en lugar de "él" y "ella" en las legislaciones aprobadas a partir de ese momento. En 1985, la Corporación Canadiense de Estudios de Religión (CCSR en inglés) aprobó una moción para que todas sus publicaciones posteriores incluyan un lenguaje "no sexista". En 1995, las instituciones académicas de Canadá y Gran Bretaña habían implementado un lenguaje "no sexista". Más recientemente, se hicieron revisiones a las publicaciones de Women's Press de The Handbook of Non-Sexist Writing y The A–Z of Non-Sexist Language para desradicalizar las obras originales.

## Sexismo en el lenguaje
Se considera que existe sexismo en el lenguaje cuando el lenguaje devalúa a los miembros de un cierto género. Las lingüistas feministas han señalado que el lenguaje sexista, en muchos casos, promueve la superioridad masculina, ya que codifica la perspectiva de ese género. Algunos ejemplos son:
- El uso de términos masculinos genéricos para hacer referencia a un grupo de género mixto, como la palabra hombre (en español) y mankind (en inglés) para referirse a la especie humana.
- El uso del pronombre masculino singular como el predeterminado para referirse a una persona de género desconocido, como el he del inglés.
- El uso de marcadores de género innecesarios que dan por hecho que ciertas profesiones son propias de un género específico, como ingeniero o médico.

Algunos enfoques consideran que el sexismo en el lenguaje afecta la conciencia, las percepciones de la realidad, la codificación y la transmisión de los significados culturales y la socialización, según una postura determinista del lenguaje. Los investigadores han señalado la regla semántica en funcionamiento en el lenguaje del hombre como norma general. Esto resulta en sexismo cuando el hombre se convierte en el estándar y aquellos que no son hombres son relegados a un nivel inferior. El sexismo en el lenguaje se considera una forma de sexismo indirecto, ya que no siempre es abierto.

#### Términos peyorativos específicos de género
Los términos peyorativos específicos de género intimidan o lastiman a otra persona debido a su género. El sexismo se puede expresar en el lenguaje con implicaciones negativas orientadas al género, como la condescendencia. Por ejemplo, uno puede referirse a una mujer como una «niña» en lugar de una «mujer», lo que implica que están subordinados o no están completamente maduras. Otros ejemplos incluyen lenguaje obsceno. Algunas palabras son ofensivas para las personas transgénero, como «transexual», «shemale» (ella-varón, en inglés) o «he-she» (él-ella en inglés). El mal uso intencional (asignar el género equivocado a alguien) y el pronombre «eso» también se consideran peyorativos.
Algunos lingüistas, como George Lakoff, han señalado que ciertas palabras tienen un significado diferente de un género a otro, generalmente con matices negativos cuando se refieren al femenino. Un ejemplo de esto es el uso de tramp (inglés), que aplicado a un hombre significa «vagabundo», mientras que si se aplica a una mujer es sinónimo de prostituta. Según Castillo Fadić, esto sucede en el español de Chile con el adjetivo maduro, que dicho de hombre tiende a centrarse en una cualidad mental positiva, mientras que dicho de mujer da cuenta preferentemente de una condición física negativa. Un caso similar es la existencia de palabras cuya versión femenina tiene connotaciones negativas, mientras que su versión masculina es positiva: considérese el uso de master y mistress.

## En diferentes lenguas
En el caso del idioma inglés no es intrínsecamente sexista en su sistema lingüístico, sino que la manera en que se usa se convierte en lenguaje sexista y neutro en términos de género. Al mismo tiempo, otras críticas opuestas al sexismo en el lenguaje con explicaciones de que el lenguaje es descriptivo, más que prescriptivo, e intenta controlarlo, puede ser infructuoso.
En las lenguas romances como el francés y el español podría verse un reforzamiento del sexismo al coincidir la forma neutra predeterminada con la masculina. La palabra «mademoiselle», que significa «señorita», fue declarada desterrada de las formas administrativas francesas en 2012 por el primer ministro François Fillon. La presión actual requiere el uso del pronombre masculino plural como el predeterminado en un grupo de sexo mixto para cambiar. En cuanto al español, la Secretaría de Gobernación de México publicó una guía sobre cómo reducir el uso del lenguaje sexista.
Los hablantes de alemán también han planteado preguntas sobre cómo el sexismo se cruza con la gramática. El idioma alemán está muy flexionado por género, número y caso; casi todos los sustantivos que denotan las ocupaciones o los estados de los seres humanos están diferenciados por género. Para construcciones más neutras en términos de género, a veces se usan sustantivos de gerundio, ya que esto elimina por completo la distinción de género gramatical en plural, y la reduce significativamente en singular.
En el caso del idioma chino, algunos escritores han señalado el sexismo inherente a la estructura de los caracteres escritos. Por ejemplo, el carácter para el hombre está vinculado a las cualidades positivas, como el coraje y el efecto, mientras que el carácter para la esposa se compone de una parte femenina y una escoba, considerada de bajo valor.
En la actualidad existen varias estrategias retóricas de lenguaje inclusivo y algunas de ellas plantean desde lo binario la implementación de duplicaciones, de hacer visible a las mujeres y en cuanto a las estrategias no binarias intervienen la desinencia masculina genérica por los morfemas: x, @ y últimamente la E y de esa forma se pretende visibilizar el tercer género en la sociedad.

## Reforma lingüística
Algunos grupos han pedido que se haga una reforma lingüística para eliminar estos usos de las diferentes lenguas, ya sea que provengan de las instituciones que rigen el idioma (como la Real Academia Española), o de los mismos individuos. En este sentido, al 2019, la Real Academia Española no había cambiado su recomendación sobre el uso genérico del masculino, pues lo considera un término no marcado: «"los alumnos" es la única forma correcta de referirse a un grupo mixto, aunque el número de alumnas sea superior al de alumnos varones».
Existen diversas propuestas que pretenden erradicar el uso sexista y androcéntrico dentro de las lenguas naturales que históricamente han estado sujetas al cambio lingüístico en el que el papel de la cultura ha tenido tradicionalmente cierto peso:

Una lengua que no se modifica sólo está entre las lenguas muertas.

Las personas interesadas en promover un «lenguaje inclusivo» consideran que la tendencia de las lenguas a cambiar en su desarrollo natural a través de la historia, permite potencialmente lograr una mayor inclusión social, cuando cierta conciencia social influye sobre los cambios de las lenguas. Como señala Francesca Graziani:

«La lengua puede ser de todas y de todos: no es un sistema rígido, cerrado a cualquier mutación, sino, al contrario, el cambio está previsto en sus mismas estructuras; es un sistema dinámico, un medio (medium) flexible, en continua transformación, potencialmente abierto a escribir en él infinitos significados, y por ello prevé también la expresión de la experiencia humana femenina».

Una de las propuestas en español ha sido la sustitución de la marca gramatical de género (-o, -a) por una x o @, es decir, en lugar de todas o todos, usar 'todxs' o 'tod@s', sin embargo, este uso no se ha generalizado y ha estado sujeto a controversia. Otra propuesta es el uso de un lenguaje neutro, especialmente en textos de gran relevancia social; como ejemplo, está la revisión de la Constitución Española en enero de 2019.

### Crítica al lenguaje sexista
En el debate académico se discute la posibilidad de hacer un uso del lenguaje que no produzca el efecto que se denomina androcentrismo y que se conoce como sexismo. Estos efectos no deben confundirse. El androcentrismo conlleva el silencio, la omisión o la invisibilización de las mujeres, así como la ginopia. El sexismo, por otra parte, es una forma de desprecio hacia las mujeres. Para entender la manera en que el lenguaje masculino se ha impuesto como universal y el efecto sexista y androcéntrico del lenguaje, es preciso un abordaje interdisciplinar que incluya el estudio de la relación entre poder y lenguaje.
Las investigaciones sobre las relaciones entre lenguaje, pensamiento y realidad, han puesto de manifiesto la infravaloración y degradación de la mujer en el lenguaje. En concreto, se ha constatado que el universal masculino, género «no marcado» o no excluyente, en realidad lo que expresa es la subordinación de la mujer a través del lenguaje. En consecuencia, la investigación se dirige a hacer un uso inclusivo del lenguaje, en lugar del masculino no excluyente. Estas investigaciones proponen medidas que son objeto de polémica discusión en entornos académicos, en particular en torno a las conclusiones de la RAE. Las instituciones públicas, en su caso, deciden la adopción de las medidas políticas que estiman necesarias.
Mercedes Bengoechea, sociolingüista, catedrática de Filología Inglesa y referente en la defensa del uso del lenguaje no sexista desde una fundamentación académica, señala con claridad las consecuencias del uso del lenguaje sexista sobre la construcción de estereotipos y sobre la identidad de cada género, y cómo ello forma parte de la estructura patriarcal de las lenguas. Así mismo, Bengoechea llama la atención sobre el hecho de que la lengua es una institución más, como otras, y por tanto, una construcción social y, como tal, sujeta a mejoras y modificaciones. En este sentido, Mercedes Bengoechea se ha significado en la defensa de la evolución del lenguaje que visibilice a la mujer, frente a las resistencias de instituciones como la RAE. Señala, así mismo, la necesidad de «reivindicar los usos que se conocen como "lenguaje no sexista". Para las mujeres son necesarios como instrumento de afirmación del Yo femenino, y, para los hombres, como fórmula de reconocimiento de la alteridad, de la diferencia; sin fórmulas anti-sexistas, las mujeres desaparecemos en la lengua y los hombres acaban olvidando nuestra existencia» (Jornadas sobre micromachismos, 2014)
El lenguaje no sexista aborda el estudio de la perspectiva de género en el lenguaje. Surgió en los años 1960 como rama del giro lingüístico en las ciencias sociales, y nace de una exigencia del feminismo para terminar con la invisibilización de la mujer en el habla y la escritura, es decir, con el androcentrismo y la ginopia:

Ginopia es miopía o ceguera a lo femenino, el no ver a las mujeres, el no percibir su existencia ni sus obras; se entiende como una omisión, generalmente no consciente, naturalizada y casi automática por lo anterior, a la realidad de las mujeres. Se habla de ginope para calificar a los sujetos o grupos u organizaciones que mantienen una práctica o patrón inveterado de omisión y exclusión, en el discurso y en la práctica, a la realidad de lo femenino o de las propias mujeres.

Ludwig Wittgenstein, principal influencia en el giro lingüístico en la filosofía, propone una relación íntima entre el pensamiento y el lenguaje en Tractatus Logico Philosophicus. La teoría del lenguaje inclusivo es una contrapostura al purismo lingüístico, que forzadamente excluye e invisibiliza al género femenino del lenguaje y, teóricamente, de la cultura y de la historia del pensamiento. Igualmente desde la lingüística antropológica se propuso en su momento la hipótesis de Sapir-Whorf por la cual las categorías lingüísticas limitaban o condicionaban el pensamiento, aunque el trabajo lingüístico posterior ha criticado muy severamente estas propuestas, que en realidad hacen afirmaciones de un tipo similar a las usadas por muchos autores dentro de la crítica feminista.

### Uso clásico del género gramatical
La forma tradicional en que se usa el género gramatical en español está plasmado en el Diccionario panhispánico de dudas de la Real Academia Española:

Uso del masculino en referencia a seres de ambos sexos.

En los sustantivos que designan seres animados, el masculino gramatical no solo se emplea para referirse a los individuos de sexo masculino, sino también para designar la clase, esto es, a todos los individuos de la especie, sin distinción de sexos: El hombre es el único animal racional; El gato es un buen animal de compañía. Consecuentemente, los nombres apelativos masculinos, cuando se emplean en plural, pueden incluir en su designación a seres de uno y otro sexo: Los hombres prehistóricos se vestían con pieles de animales; En mi barrio hay muchos gatos (de la referencia no quedan excluidas ni las mujeres prehistóricas ni las gatas).

## Regulaciones gubernamentales del lenguaje no sexista

### Francia
A principios de mayo de 2021, el Ministerio de Educación Francés prohibió el uso del lenguaje inclusivo en los colegios, por considerar que "constituye un obstáculo para la lectura y la comprensión de la escritura".

### Chile
A fines de mayo de 2021 Cristóbal Urruticoechea Ríos y Harry Jürgensen, ambos diputados de derecha, presentaron un proyecto que pretende modificar la Constitución de este país para prohibir las alteraciones gramaticales y fonéticas que desnaturalicen el lenguaje en la educación parvularia, básica y media. El proyecto se encuentra estancado desde dicha fecha.

### Uruguay
En la Circular N.º4/2022 del 8 de diciembre de 2021, referida a criterios sobre el uso del lenguaje inclusivo en la Administración Nacional de Educación Pública (ANEP) del Uruguay, su Consejo Directivo Central considera que "en mérito a lo que viene de decirse se estima pertinente fijar como criterio general en el ámbito de la ANEP la utilización del lenguaje inclusivo siempre que esté ajustado a las reglas del idioma español, utilizando expresiones inclusivas cuando sea posible." y "establecer que esta Administración [...] propiciará otros mecanismos inclusivos tendientes a evitar cualquier sesgo discriminatorio en la comunicación utilizando siempre un lenguaje que se ajuste a las reglas del idioma español".

### Argentina

#### Ámbito nacional
En el ámbito nacional se han aprobado múltiples guías y recomendaciones para una comunicación no sexista, igualitaria e inclusiva, con perspectiva de género.

##### Ministerio de las Mujeres, Géneros y Diversidad
En 2021 el Ministerio de las Mujeres, Géneros y Diversidad publicó una Guía para una comunicación con perspectiva de género para promover «usos inclusivos del lenguaje e invita a transitar un proceso de aprendizaje y, sobre todo, de des-aprendizaje para transformar las formas excluyentes de nombrar e interpretar el mundo». La Guía adopta una postura liberal en materia de reglas del lenguaje, avalando incluso aquellos usos y modalidades que aún no han sido registradas por las academias lingüísticas, como la creación de opciones neutras como el pronombre «elle».

##### Cámara de Diputados de la Nación
En 2015 la Cámara de Diputados de la Nación publicó una Guía para el uso de un lenguaje no sexista e igualitario, con el fin de promover la reflexión «acerca de la capacidad inclusiva del lenguaje» en el ámbito legislativo. La guía promueve el uso de expresiones neutras en materia de género, como la palabra «persona» o «personas», «los derechos de la infancia» en lugar de «los derechos del niño», la referencia colectiva a «hombres y mujeres», etc.

##### Administración pública
El 27 de febrero de 2024 el presidente de Argentina, Javier Milei, ordenó la prohibición del lenguaje inclusivo en la administración pública. El portavoz presidencial Manuel Adorni fue el que anunció esto públicamente.

«Por decisión, por supuesto, también del presidente Javier Milei, se va a proceder, a iniciar, las actuaciones para prohibir el lenguaje inclusivo y todo lo referente a la perspectiva de género en toda la administración pública nacional. Por supuesto, ustedes ya conocen todos los detalles; no se va a poder utilizar la letra e, la arroba, la x, y evitar la innecesaria inclusión del femenino en todos los documentos de la administración pública».
Manuel Adorni.

#### Ciudad de Buenos Aires
La Ciudad de Buenos Aires es la primera jurisdicción argentina en prohibir el lenguaje no sexista en las escuelas de su región, tanto públicas como privadas, por parte de los docentes de todos los niveles. A partir del 10 de junio de 2022, a través de una resolución oficial, se pretende fomentar el uso de "opciones para ser inclusivo sin necesidad de tergiversar la lengua, ni de agregar complejidad a la comprensión y fluidez lectora", instando para ello en la utilización del lenguaje "de conformidad con las reglas del idioma español". La resolución se fundamenta en la postura respecto del lenguaje no sexista de la Academia Argentina de Letras y de la Real Academia Española.

## Propuestas hacia un lenguaje no sexista
1. Prescindir del uso peyorativo de palabras relacionadas con la libertad sexual, como puta; con la orientación sexual, como marica, con la identidad de género, como machona; con el cuerpo, como gorda o gordo. Véase Homofobia, Transfobia, Obesofobia.[84]
2. Evitar la cosificación de las personas. Es mejor Los pueblos nómadas se trasladaban con sus enseres de un lugar a otro, y no Los pueblos nómadas se trasladaban con sus enseres, mujeres y niños de un lugar a otro.[85]
3. Evitar el uso de la palabra mujer como sinónimo de esposa. Es mejor La esposa de Juan que La mujer de Juan.
4. Evitar el uso de señora o señorita, señora de..., viuda de... y utilizar el apellido de las mujeres. Se prefiere Juan Pérez y María García, y no Señor y señora Pérez.[86]
5. Evitar formas que suponen heterosexualidad prefiriendo formas neutras como pareja, relación, cónyuge en lugar de novio o novia; marido, esposo o esposa,  El alumnado puede asistir con sus parejas en lugar de Los alumnos pueden asistir con sus novias.

### Evitar el uso del masculino universal
1. Evitar el uso de la palabra hombre sustituyéndola por persona o varón según corresponda. Persona, para referirse a la especie humana, y varón para el género o sexo masculinos.[87] Es preferible Historia de la humanidad y Pueblos prehistóricos y no Historia del hombre y El hombre prehistórico.
2. Utilizar los colectivos: el alumnado, la población, el personal, el electorado... En lugar de los alumnos, los habitantes, los trabajadores, los electores.
3. Utilizar abstractos: la redacción (por los redactores), la dirección (por los directores), la legislación (por el legislador), la infancia, la juventud, la adultez, la vejez.
4. Evitar el uso de el, los, aquel, aquellos, seguidos del relativo que con sentido general. Es mejor Quien sepa leer entre líneas lo entenderá en lugar de El que sepa leer entre líneas lo entenderá.
5. Cambiar el sujeto. Usar la segunda persona (tú o usted) o la primera del plural sin mencionar el sujeto, en lugar de usar la tercera persona del singular. Ejemplo: Si usted posee un abono podrá viajar gratis, en lugar de El abonado podrá viajar gratis.

### Visibilización de las mujeres
Cuando se habla de grupos integrados por varones y mujeres y con el objetivo de visibilizar a las mujeres, se utilizan las siguientes estrategias:
- El desdoblamiento: junto a la forma masculina, se agrega la femenina. Ejemplos: señoras y señores, alumnas y alumnos
- En la escritura, es frecuente abreviar el desdoblamiento usando una barra inclinada (/) y la terminación que denota el género que falta Ejemplos: señores/as, director/a.
- Usar las formas femeninas para referirse a un grupo de personas integrado por mujeres, varones y otras identidades de género. Ejemplo: El 15M fue un movimiento que pudo convencernos de que unidas podemos cambiar las cosas.[88][89]

### Visibilización de expresiones de género neutro o no binario
Junto con la visiblización del uso del género femenino en el discurso, también se ha propuesto el uso de términos que no denoten género, utilizando para ellos diversos mecanismos. Esto permitiría no solo incorporar a grupos de personas que no necesariamente se identifican en el espectro binario masculino-femenino, como transexuales, transgéneros, intersexuales, travestis y personas que se auto-perciben con un género no binario; también permitiría mantener la intención de no comunicar el género por diversos motivos o para traducir términos de idiomas donde el género no es obligatorio.
Para ello, se ha propuesto el reemplazo de las desinencias que sirven tradicionalmente para denotar el género gramatical. (usualmente «a» u «o» en el español) por otros grafemas. Dentro de los primeros usos no binarios estuvo la adopción de la arroba (@), por su forma parecida a la superposición de las letras «a» y «o» y su amplia disponibilidad en teclados; también se ha utilizado la equis («x») para reemplazar el «a» u «o» finales. El uso del asterisco («*») con los mismos fines fue promovido por el activista LGBT Mauro Cabral. Tanto en el uso de la arroba y de la equis, se utilizan también como una deliberada “desobediencia lingüística” respecto al género, pero tienen la dificultad de que no tienen equivalentes sonoros que permitan su pronunciación y por ende, es más común en ámbitos escritos. También tienen el problema de no adaptarse fácilmente para el uso en personas con discapacidad visual que utilizan sistemas electrónicos de comunicación (los que no reconocían estos formatos) y personas con dificultades de aprendizaje como la dislexia.
El uso de «e» como desinencia de género neutro, en reemplazo de los específicos «a» y «o», fue propuesto al menos desde 1976. Esta opción comenzó a expandir su uso varias décadas más tarde como alternativa al uso de la equis y de la arroba. El uso de la «e» permitía solucionar los problemas de pronunciación de las otras alternativas, permitiendo su uso en la expresión oral, dando origen a palabras como elle, nosotres o todes. A diferencia de otras propuestas, el uso de la «e» como desinencia de género neutro cumpliría con el criterio de la economía del lenguaje, respondiendo a una de las críticas que se hace al desdoblamiento de género.
El uso de palabras con desinencia de género neutro o no binario no es reconocida por la RAE, aunque en los últimos años su uso ha ido creciendo en grupos asociados al feminismo, las diversidades sexuales y de género, y en personas más jóvenes. Sin embargo, algunos manuales de lenguaje no sexista con perspectiva feminista y grupos de feminismo radical consideran incorrecto el uso de estos términos, ya que, al carecer de la forma femenina, invisibilizan a las mujeres. Otros, la aceptan solo para textos de carácter informal y con poca repercusión institucional, como por ejemplo, anuncios, correos electrónicos personales, chats, blogs informales o privados, etc.

### Uso de pronombres neutros
Junto con la incorporación de variables de género neutro, en diversos idiomas que tienen marcas de género gramatical se ha promovido la utilización de géneros no binarios que permitan designar a personas no binarias u otros casos donde no fuera necesario marcar el género. El uso de un pronombre neutro ha sido reclamado por personas de género no binario u otras identidades de género que no se sienten cómodas en el uso de los pronombres tradicionales, diferenciados en género masculino y femenino. Diversos expertos han indicado la relevancia del uso de pronombres adecuados como base para el respeto de la identidad, la visibilización y la aceptación de personas no binarias o transgénero, por lo que la creación de un pronombre específico permitiría solucionar el problema de no contar con pronombres adecuados para este grupo de personas.
En el caso del idioma español, se han propuesto diversos pronombres, muchas veces como adaptaciones de los pronombres tradicionales utilizando las variantes de género neutro con arroba, asterisco, equis u otros signos. Uno de los más utilizado es el pronombre elle (o elles en plural). En otros idiomas se ha incorporado oficialmente un término neutro, como el caso del sueco, cuando en 2015 se sumó el término hen como pronombre no binario por la Academia Sueca. En el inglés, el uso de they como pronombre singular es la versión más popularizada de un pronombre neutro.
En otros idiomas romances como el español, también ha surgido el debate sobre la inclusión de pronombres y géneros neutros. En el caso del francés, se han propuesto los pronombres iel y on, aunque han sido rechazados ampliamente por la Academia Francesa, que ha calificado el uso de lenguaje no sexista como una “aberración”. La Oficina Quebequesa de la Lengua Francesa tiene una postura más neutra, indicando que estos términos se utilizan de forma limitada en ámbitos de la diversidad sexual y de género. En portugués, en tanto, se han propuesto algunos pronombres neutros como el, elu o ilu.

## Postura de la Real Academia Española
La Real Academia Española ha manifestado que no acepta formas de lenguaje que alteren las estructuras gramaticales tradicionales, como el uso de terminaciones neutras (por ejemplo, -e o -x) en lugar de las formas masculinas y femeninas convencionales. Argumentan que estas modificaciones no tienen respaldo en el uso general del idioma. Aunque la RAE reconoce la importancia del movimiento feminista y sus demandas por una mayor equidad en el lenguaje, sostiene que su función es preservar la lengua tal como se ha desarrollado históricamente. Esto ha llevado a tensiones entre los defensores del lenguaje inclusivo y la academia.

### Desdoblamientos y género no marcado
En su Nueva gramática de la lengua española (2009, sec. 2.2f) establece los conceptos de «género no marcado» y «género marcado» de la siguiente manera:

«El "género no marcado" en español es el masculino, y el "género marcado" es el femenino. (...) La expresión "no marcado" alude al miembro de una oposición binaria que puede abarcarla en su conjunto, lo que hace innecesario mencionar el término marcado. Cuando se hace referencia a sustantivos que designan seres animados, el masculino no solo se emplea para referirse a los individuos de sexo masculino, sino también para designar la clase que corresponde a todos los individuos de la especie, sin distinción de sexos.»

Y más adelante añade:

«El circunloquio es innecesario cuando el empleo del género no marcado se considera suficientemente explícito para abarcar a los individuos de uno y otro sexo, lo que sucede en un gran número de casos: "Los alumnos de esta clase" (en lugar de "Los alumnos y las alumnas") "se examinarán el jueves"; "Es una medida que beneficiará a todos los chilenos" (en lugar de "a todos los chilenos y a todas las chilenas").»

No obstante, en el punto siguiente precisa:

Tal como se indicó en los apartados anteriores, el contexto puede no dejar suficientemente claro, en casos muy específicos, que el masculino plural comprende por igual a los individuos de ambos sexos. Una opción posible es acudir en ellos a las fórmulas desdobladas, como en «Los españoles y las españolas pueden servir en el Ejército».

La RAE defiende que el masculino genérico es un término no marcado que puede referirse a grupos mixtos y, en contextos genéricos o inespecíficos, a personas de uno u otro sexo. Argumenta que este uso no invisibiliza a la mujer, sino que es un mecanismo del sistema lingüístico que ha evolucionado a lo largo de la historia de la lengua.
En cuanto a la formación de femeninos de profesión, la RAE no se opone a la creación de femeninos si están bien formados según el sistema de la lengua. La RAE ha incorporado muchos femeninos al DLE y continúa haciéndolo a medida que estos se generalizan en el uso. En lugar de promover el uso de estrategias como el desdoblamiento de género o el uso de la arroba o la «x» como marcas de género, la RAE recomienda el uso del masculino genérico, la creación de femeninos de profesión cuando sea necesario y el uso de sustantivos colectivos o epicenos para referirse a grupos mixtos de personas.

### Informe de Ignacio Bosque
En un informe del año 2012, la RAE rechazó el uso de las llamadas guías de lenguaje no sexista. El informe fue elaborado por Ignacio Bosque y suscrito por 26 de los 44 académicos (incluyendo 3 de las 5 académicas), y se vuelve a insistir en el argumento del principio de economía del lenguaje. El informe, titulado Sexismo lingüístico y visibilidad de la mujer, presenta duras críticas hacia el lenguaje inclusivo, no sexista, acusándolo de violar varias reglas gramaticales y señalando lo siguiente:

... un buen paso hacia la solución del «problema de la visibilidad» sería reconocer, simple y llanamente, que, si se aplicaran las directrices propuestas en estas guías en sus términos más estrictos, no se podría hablar.

Por su parte, Inés Fernández-Ordóñez, una de las académicas que no suscribieron el informe, señala:

A dichos colectivos se les ha hecho ver que la estructura de nuestra lengua funciona así, pero proponen cambiarla y, es más, lo practican. Deben ser respetados. La lengua supone cambio permanente [... y], lo mismo que en los últimos años, en pos del panhispanismo, desde la academia se han aceptado como válidos usos de cada país de habla hispana, debemos permanecer atentos y abiertos a todo cambio.

El lenguaje lo crea y modifican las sociedades, es aprendido, es una práctica social (uso común) y suele ser modificado. Así lo declara la propia RAE pero siempre y cuando no deforme el idioma y no se vaya en contra de la estructura lingüística y gramatical de la lengua.

### Informe de la Real Academia Española sobre el lenguaje inclusivo y cuestiones conexas
El 16 de enero de 2020 la Real Academia Española elabora el "Informe de la Real Academia Española sobre el lenguaje inclusivo y cuestiones conexas", sobre todo orientado a analizar el potencial uso del lenguaje de género en la Constitución Española, a petición de la Vicepresidenta del Gobierno en ejercicio en esa fecha. Allí se afirma lo siguiente:

«Se ha observado que algunos hablantes optan por desdoblar las expresiones que designan personas como signo visible de su adhesión pública a la causa de la igualdad de hombres y mujeres en la sociedad moderna. Aun cuando sean minoritarias, esas opciones forman parte de la libertad de los hablantes para elegir su forma de expresarse. No obstante, y como se ha recordado en este informe, la Real Academia Española no puede desestimar usos lingüísticos mayoritarios en el mundo hispánico (en todos los registros verbales), y recomendar en su lugar opciones minoritarias que no contradicen la interpretación generalizadora de las fórmulas a las que pretenden sustituir. Sería absurdo concluir que el grupo mayoritario de los hispanohablantes que emplean el masculino plural en su interpretación inclusiva, de acuerdo con los usos generales de la lengua española en todo el mundo, no comparte tales objetivos de igualdad, no sostiene esos mismos valores o no aspira a los mismos ideales.»

También recalca que:

«Cualquier gobierno debe trabajar para que en nuestra sociedad se generalice el trato verbal respetuoso hacia hombres y mujeres, se impulse una educación igualitaria que conduzca a la desaparición de las expresiones degradantes u
ofensivas dirigidas a cualquier persona por razón de su sexo o su condición social, desaparezcan las actitudes paternalistas hacia las mujeres (sin duda expresadas a través del lenguaje) y se afiancen las condiciones laborales y sociales que terminen con situaciones históricas de prolongada desigualdad. Pero [...] las situaciones de igualdad o desigualdad entre hombres y mujeres en determinados países (europeos o no) son enteramente independientes de las opciones gramaticales que cada idioma elige en dichos territorios para codificar la interpretación inclusiva del género masculino.»

Diciendo, en referencia a la necesidad de la legislación sobre lenguaje de género a nivel gubernamental, que:

«Resultaría escasamente democrático sostener que los hablantes nativos desconocen si esos sustantivos son o no inclusivos —o, lo que sería aún peor, negarles la capacidad de determinarlo—, y entender que han de ser los poderes públicos quienes lo decidan, en virtud de su compromiso con la igualdad de hombres y mujeres en todos los ámbitos de la sociedad.»

## Debate propuesto por la Academia Norteamericana de la Lengua Española
En 2018, un artículo a favor del lenguaje inclusivo publicado por la Agencia EFE en julio de 2018, escrito por Gustavo Gac-Artigas, desencadenó un amplio debate mediante correos electrónicos entre integrantes de la Academia Norteamericana de la Lengua Española (ANLE). El hecho llevó a su vez a que la ANLE encomendara a su Centro de Estudios, la realización de un informe sobre la situación del lenguaje inclusivo entre las personas hablantes de español en Norteamérica y otros países. El trabajo fue encargado a las investigadoras Tina Escaja y Natalia Prunes, quienes recopilaron una serie de trabajos sobre el lenguaje inclusivo, incluyendo el pronombre «elle», que fue publicado por la ANLE en 2021, bajo el título Por un lenguaje inclusivo. Estudios y reflexiones sobre estrategias no sexistas en la lengua española, y fue presentado el 26 de enero de 2022.
Una de las autoras sostuvo que era necesario «cuestionar el posicionamiento dogmático manifestado por la Real Academia Española respecto del lenguaje inclusivo» y explicó que la intención de la selección de textos realizada «era abrir el diálogo para y reflexionar sobre la realidad social, de forma tal de poder plantear estrategias lingüísticas que ayuden a luchar contra de las discriminaciones de género»: Por su parte, Tina Escaja, sostuvo en estos términos la problemática del debate sobre el lenguaje inclusivo en idioma español, afectado por la presencia desequilibrada de hombres y mujeres en las academias de la lengua:

La reivindicación por parte de numerosas comunidades de constatar y formalizar prácticas lingüísticas inclusivas que reflejen una sociedad cambiante en la que las mujeres y otras identidades de género históricamente excluidas empiezan a exigir presencia y agencia. No obstante, dicha invisibilidad y exclusión sigue permeando la lengua española en aras de una tradición que ha sido puesta en cuestionamiento
en los últimos años, cuestionamiento, prácticas inclusivas y reivindicaciones que las personas a cargo de formalizar la lengua española (léase en particular la Real Academia Española), siguen empeñadas en no admitir.

El libro publicado por la ANLE incluye los siguientes trabajos:
- «Sexismo lingüístico. Genealogía de un debate y disquisiciones a favor de un lenguaje inclusivo», por Tina Escaja
- «La base política del lenguaje inclusivo», por María Natalia Prunes
- «Lenguaje y subjetividades. Un trabajo de construcción», por María Celeste Aguirre Sarra
- «Constitución española, lenguaje y sexismo», por María López Medel
- «Algo más que palabras: investigar y enseñar siguiendo la senda del lenguaje inclusivo», por Ana I. Simón-Alegre
- «Cómo los periódicos argentinos contribuyen a indexicalizar el lenguaje inclusivo en Buenos Aires: Caso de estudio», por Francesca Battista
- «Actividades y estrategias para el uso de un lenguaje inclusivo en el aula de español L2: Una perspectiva discursiva», por Patricia Guillén Solano
- «¿Incómodes? Representaciones sociales sobre el lenguaje inclusivo en el Colegio Nacional de Buenos Aires», por Sylvia Nogueira
- «Lenguaje inclusivo y mutabilidad en tiempos actuales: Perspectivas estructuralistas, cognitivas y de la enunciación», por Alejandra Clara Villar
- «Consideraciones lingüísticas de la adopción del fonema “-e” como morfema de género inclusivo», por Zazil-Ha Troncoso Flores
- «El traductor de Google no “entiende”. Forjar inclusión en lenguajes excluyentes», por Elena Castro
- «¿No hay que confundir gramática con machismo? Un análisis de las políticas lingüísticas de género de las academias de la lengua española», por Agustina Ariana D’Andrea y Mauro Alberto Mendoza Posadas
- «El desafío de un lenguaje inclusivo. Una discusión que concierne a la RAE», por Gustavo Gac-Artigas
- «La constante evolución del idioma», por F. Isabel Campoy y Alma Flor Ada
- «Lenguaje ex-clusivo», por Violeta Rojo
- «[Un corte]», por María Ángeles Pérez López
- «La feminización del idioma en el francés quebequense: Algunas digresiones», por Mariela A. Gutiérrez
- «Hablo y escribo incluyéndolas», por Alberto Gómez Font
- «Sobre uso del 'lenguaje inclusivo'», por María Rosa Lojo
- «Masculino incluyente versus femenino excluido en español», por Luis Barrera Linares
- «La pandemia, el racismo y la discriminación ejercida a través del lenguaje», por Priscilla Gac-Artigas
- «Protolenguaje inclusivo en la Antigüedad», por Hernán Martignone y Lauri Fernández